# Stephen Foster

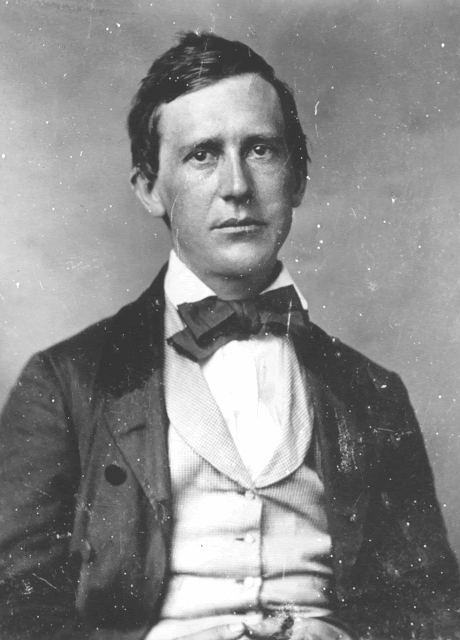
Stephen Foster (1860)

Stephen Collins Foster (* 4. Juli 1826 in Lawrenceville, Pennsylvania; † 13. Januar 1864 in Manhattan) war ein US-amerikanischer Songwriter und der zu seiner Zeit bekannteste Songwriter der USA. Viele seiner Lieder – darunter Oh! Susanna, Camptown Races, Swanee River und Beautiful Dreamer – sind über 150 Jahre nach Fosters Tod immer noch bekannt und verbleiben fester Bestandteil der amerikanischen Kultur.

## Kindheit und Jugend
Foster wurde in Lawrenceville geboren, das später Teil von Pittsburgh wurde, und wuchs als jüngstes von zehn Kindern in einer relativ wohlhabenden Familie auf. Seine Erziehung schloss einen Monat auf dem College ein, aber nur wenig formelle musische Erziehung. Trotzdem hatte er einige Lieder veröffentlicht, bevor er zwanzig wurde; seine erste Komposition war der "Tioga Waltz", welcher 1839 von ihm komponiert wurde; als erstes erschien jedoch Open Thy Lattice Love, im Alter von achtzehn Jahren.
Foster wurde während seiner Jugendzeit von zwei Männern beeinflusst: Henry Kleber und Dan Rice. Ersterer war ein klassisch ausgebildeter Musiker, der einen Musikalienladen in Pittsburgh eröffnete und einer der wenigen formellen Musiklehrer Fosters war, während letzterer ein Blackface-Darsteller, Clown und Sänger war, der seinen Lebensunterhalt in Wanderzirkussen verdiente. Diese beiden sehr verschiedenen Musikwelten beeinflussten den jugendlichen Foster gleichermaßen. Obwohl er den zivilisierteren Salonliedern seiner Zeit respektvoll gegenüberstand, saßen er und seine Freunde oft die ganze Nacht über am Klavier und schrieben und sangen Minstrels. Schließlich lernte Foster, diese beiden Genres miteinander zu kombinieren, um einige seiner besten Werke zu schaffen.

## Tätigkeit als Komponist

Oh! Susanna von Stephen Foster (1826–1864), Arrangement für Gesang mit Klavierbegleitung

Im Jahr 1846 zog Foster nach Cincinnati um und wurde Buchhalter bei der Dampfschifffabrik seines Bruders. Während er in Cincinnati lebte, hatte Foster seinen ersten großen Erfolg, Oh! Susanna, der zur Hymne des kalifornischen Goldrauschs der Jahre 1848 und 1849 wurde. 1849 veröffentlichte er Foster’s Ethiopian Melodies, die den Song Nelly Was A Lady enthielten, der von den Christy Minstrels berühmt gemacht wurde.
In diesem Jahr kehrte er nach Pennsylvania zurück und unterzeichnete einen Vertrag bei den Christy Minstrels. Nun entstanden seine bekanntesten Lieder: Camptown Races (1850), Nelly Bly (1850), Old Folks at Home („Swanee River“, 1851), My Old Kentucky Home (1853), Old Dog Tray (1853), Old Black Joe (1853), Hard Times Come Again No More (1854), und Jeanie With the Light Brown Hair (1854), das in Verbindung mit seiner Ehefrau, Jane Denny McDowell Foster, stand.
Viele der Lieder Fosters waren in der Minstrel Show-Tradition seiner Zeit sehr beliebt. Obwohl der Auftritt von Sängern mit schwarzgefärbtem Gesicht das einzige ihm bekannte Unterhaltungsmedium war, das er bedienen konnte, versuchte er, die Texte der Lieder von unflätigen und beleidigenden Ausdrücken frei zu halten und dem Geschmack des gebildeteren Publikums anzupassen. Er beeinflusste die weißen Interpreten seiner Lieder dahin, sich nicht über die Sklaven lustig zu machen, sondern ihr Publikum dazu zu bringen, Mitgefühl mit ihnen zu empfinden.
Obwohl seine Lieder oft das Leben in den Südstaaten thematisierten, hatte Foster selbst geringe eigene Erfahrung, denn er hatte im Süden nur New Orleans, 1852 während seiner Hochzeitsreise, besucht.
Foster versuchte, als professioneller Songwriter seinen Lebensunterhalt zu bestreiten und kann in dieser Hinsicht als Pionier betrachtet werden, weil dieser „Beruf“ damals im modernen Sinne noch nicht existierte. Foster erhielt von den Erträgen, die seine Werke den Notenblätterdruckern einbrachten, kaum etwas, denn es gab zu dieser Zeit nur geringe Provisionen für das musikalische Copyright und geringe Lizenzgebühren für Komponisten. Viele Verlage druckten oft eigene Ausgaben von Fosters Melodien und bezahlten Foster gar nicht. Für Oh, Susanna bekam er nur 100 $.
Foster zog 1860 nach New York City. Ungefähr ein Jahr später verließen ihn seine Ehefrau und seine Tochter, um nach Pittsburgh zurückzukehren. Ab dem Jahr 1862 begann sein musikalischer Stern zu sinken, und seine neuen Lieder erreichten nicht mehr die frühere Qualität. 1863 begann er, mit George Cooper zusammenzuarbeiten, dessen Texte oft humoristisch und an den Geschmack des Musiktheaterpublikums angepasst waren. Der Amerikanische Bürgerkrieg war ebenfalls ruinös für den Markt der Musikunterhaltung.

## Tod und Andenken
Foster starb am 13. Januar 1864 in seinem 38. Lebensjahr. Er lebte völlig verarmt im North American Hotel in der Bowery 30 in der Lower East Side von Manhattan und besaß noch 38 Cent. In seiner Tasche war ein Papierschnitzel, auf dem nur das rätselhafte „Liebe Freunde und sanftmütige Herzen“ geschrieben war. Er wurde auf dem Allegheny Friedhof in Pittsburgh in Pennsylvania beerdigt. Beautiful Dreamer, eines seiner populärsten Werke wurde kurz nach seinem Tod veröffentlicht.
Seine Witwe starb 1903.
Sein Bruder Morrison Foster war größtenteils verantwortlich für die Zusammenstellung seiner Werke und schrieb eine kurze Biografie über Foster. Seine Schwester Ann Eliza Foster Buchanan heiratete einen Bruder des Präsidenten James Buchanan.
Foster wurde mit einem Gebäude auf dem Campus der University of Pittsburgh geehrt, das das Stephen Foster Memorial genannt wird und ein Museum beherbergt. Er wurde 1970 in die Songwriters Hall of Fame aufgenommen.
Fosters Leben wurde mehrfach verfilmt, so u. a. 1939 von Sidney Lanfield (Swanee River) mit Don Ameche in der Rolle des Stephen Foster.